# Trochosa tenella
Trochosa tenella là một loài nhện trong họ Lycosidae.
Loài này thuộc chi Trochosa. Trochosa tenella được Eugen von Keyserling miêu tả năm 1877.